# Томас Ланс
Томас Ланс (англ. Thomas Lance, 14 червня 1891 — 29 лютого 1976) — британський велогонщик.
Олімпійський чемпіон 1920 року на тандемах.